# Hanaholmens kulturcentrum

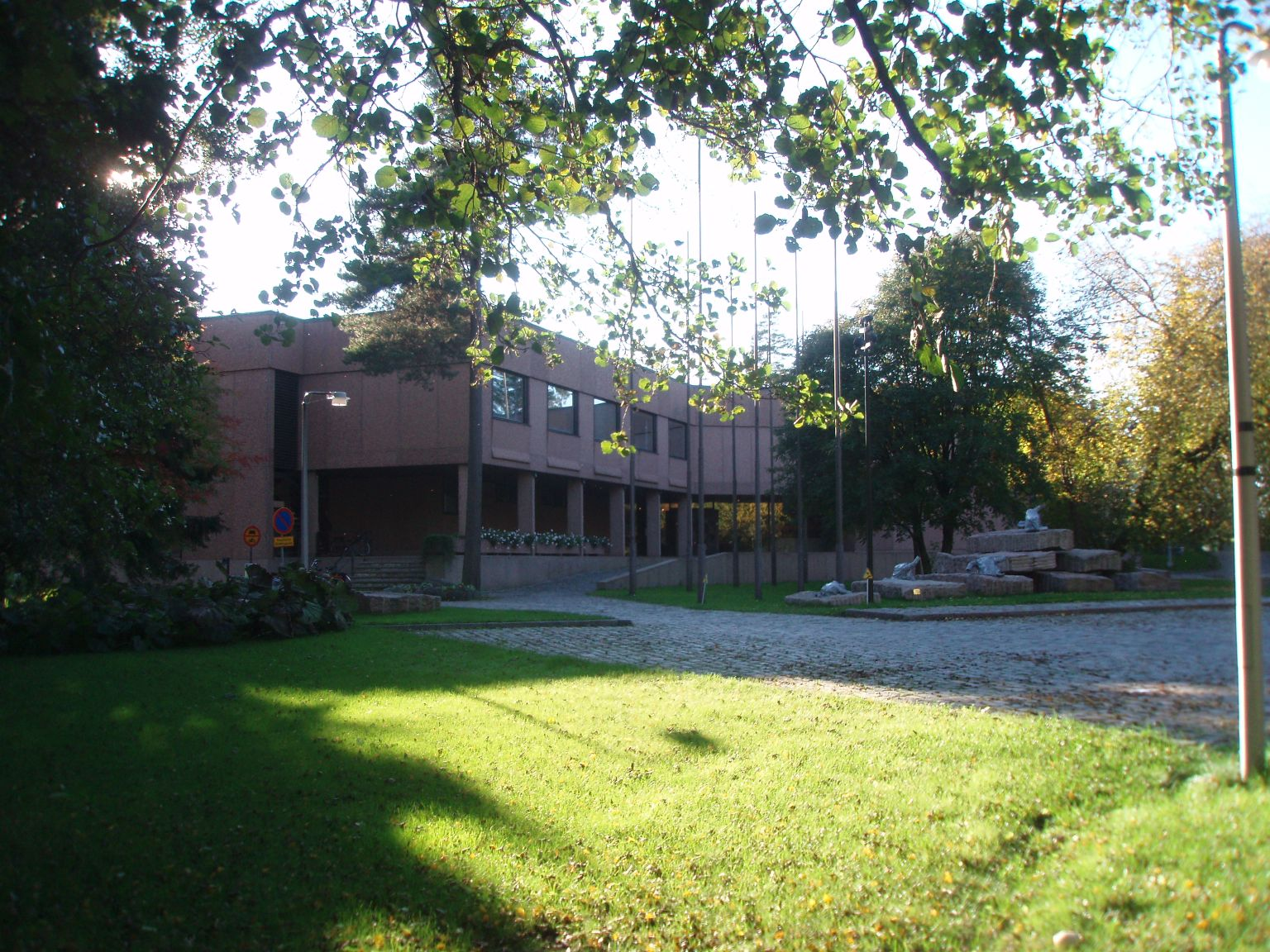
Hanaholmens kulturcentrum sett från parkeringsplatsen

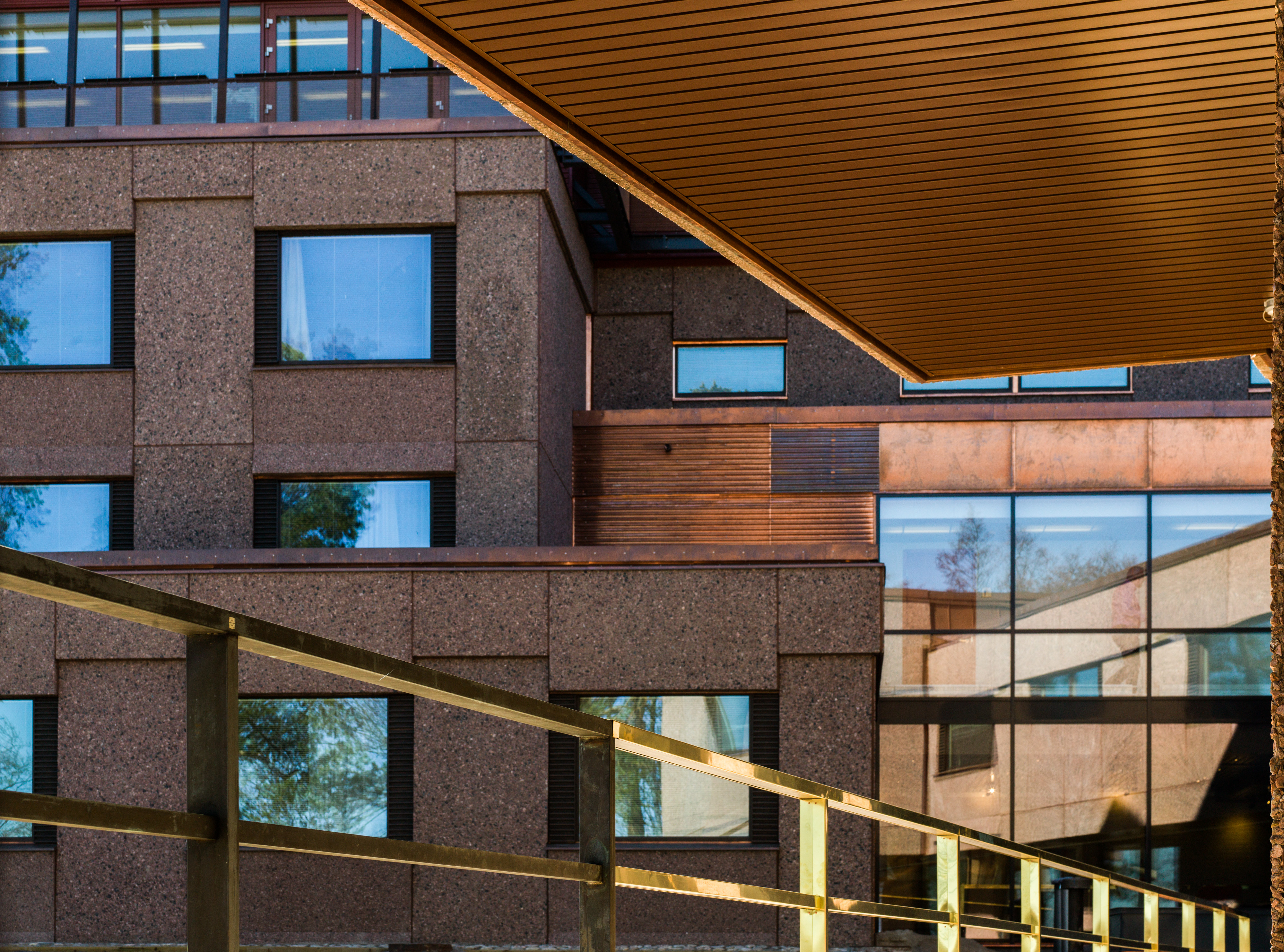
Detaljbild av fasaden

Hanaholmen – kulturcentrum för Sverige och Finland (finska: Hanasaari – ruotsalais-suomalainen kulttuurikeskus) är ett kulturcentrum på Hanaholmen i Esbo i Finland för utbyte mellan Sverige och Finland. 
Hanaholmens uppgift anges i ett avtal mellan Finland och Sverige som att främja samarbete inom kultur-, samhälls- och näringsliv. Det är en del av Kulturfonden för Sverige och Finland och hanterar också Finlands bilaterala kulturfonder för Norge, Danmark och Island på uppdrag av Undervisnings- och kulturministeriet. Verksamheten leds av en direktion, tillsatt för tre år i sänder, med fem ledamöter vardera från Sverige och Finland. Det driver också ett konferenshotell. 
Hanaholmen är en allmännyttig organisation som grundfinansieras genom statsbidrag från Sverige och Finland samt verksamhetsbidrag av huvudmannen Kulturfonden för Sverige och Finland.
Centret invigdes 1975 som en gengåva av finländska staten för Sveriges efterskänkande av skulder från krigstiden på 1940-talet. Byggnaden ritades av Veikko Malmio, och för den ursprungliga inredningen svarade Yrjö Sotamaa. Hanaholmen återinvigdes efter renovering 2017 i närvaro av bland annat Finlands president Sauli Niinistö och Sveriges kung Carl XVI Gustaf samt de övriga nordiska kungligheterna och presidenterna.  
Hanaholmen har ett galleri som visar modern svensk och finsk konst.

## Hanaholmens kulturpark
Hanaholmens konstpark sträcker sig längs en omkring 500 meter lång gångstig runt byggnaden och har fem skulpturer av 
Kaarina Kaikkonen, Elisabet Sagefors (född 1954), Erik Wennerstrand (född 1963) och Anna Uddenberg (född 1982).

## Hanaholmens direktörer
- Pär Stenbäck 1974–85
- Ann Sandelin 1985–90
- Anna-Maija Marttinen 1991–2003
- Gunvor Kronman 2003–